# Ротенбург ам Некар
Ротенбург ам Некар (њем. Rottenburg am Neckar) град је у њемачкој савезној држави Баден-Виртемберг. Једно је од 15 општинских средишта округа Тибинген. Према процјени из 2010. у граду је живјело 42.655 становника. Посједује регионалну шифру (AGS) 8416036.

## Географски и демографски подаци
Ротенбург ам Некар се налази у савезној држави Баден-Виртемберг у округу Тибинген. Град се налази на надморској висини од 349 метара. Површина општине износи 142,3 km². У самом граду је, према процјени из 2010. године, живјело 42.655 становника. Просјечна густина становништва износи 300 становника/km².

## Међународна сарадња
| Мјесто | Држава    | Врста сарадње | Од    |
| ------ | --------- | ------------- | ----- |
| Голс   | Аустрија  | партнерство   | 2000. |
|        | Француска | партнерство   | 1988. |
|        | Француска | партнерство   | 1979. |
| Абли   | Француска | партнерство   | 1980. |
| Извор  |           |               |       |